# Grote wederik
Grote wederik (Lysimachia vulgaris) is een vaste plant uit het geslacht wederik (Lysimachia).

## Kenmerken
De plant wordt 0,5-1,5 m hoog. De bloemen staan in eindelingse pluimen. De bloemkroon is geel. De bloemen hebben vijf kroonslippen die 7-30 mm lang zijn. Aan de voet hebben de kroonslippen dikwijls een bruinrode vlek. Aan de rand zijn ze bezet met klierharen. De kelkslippen zijn 3-5 mm lang en aan de rand gewimperd. De bladeren staan soms in tweetallen of in kransen van drie of vier aan de stengel. Ze zijn kortgesteeld, langwerpig en lopen in de top uit in een spits. De nerven springen een beetje uit en vormen netwerkjes. Op de bladeren zitten onregelmatige, rode klierpuntjes, die als het blad tegen het licht gehouden wordt goed zijn te zien. De plant heeft wortelstokken, in het water kunnen die soms rood en meterslang zijn. De vrucht is een doosvrucht.

## Verspreiding
De grote wederik komt voor in de gematigde zone van Eurazië. In Nederland is de plant algemeen, met uitzondering van de zeekleigebieden en de Waddeneilanden. Ook in België is de plant aan de kust zeldzamer dan in het binnenland.
Grote wederik komt voor op natte tot vochtige bodems. Ze kan deel uitmaken van allerlei verschillende typen vegetaties. Zo kan ze onderdeel uitmaken van ruigten op niet te voedselrijke bodem en groeit in vrij voedselarme grasland alsook in bossen. Langs waterkanten is ze geregeld aan te treffen.

## Ecologische betekenis
De grote wederik heeft een bijzondere relatie met slobkousbijen (Macropis), een geslacht van solitaire bijen. Soorten daarvan zijn onder andere de gewone slobkousbij en de bruine slobkousbij. De plant vormt olieklieren aan de voet van meeldraden. De olie wordt door vrouwelijke slobkousbijen verzameld samen met het stuifmeel. Tijdens het bezoek van de bij aan de bloemen komen de olie en het stuifmeel op de borst van de bij terecht, die ze tijdens het vliegen naar de poten overbrengt en vasthecht aan speciale haren, de 'slobkousen.' Het mengsel van olie en stuifmeel dient als voedsel voor de bijenlarven. Vooral langs spoorsloten komt deze ecologische relatie voor.

## Plantengemeenschap
De grote wederik is een kensoort voor het onderverbond Circaeo-Alnenion van het verbond van els en gewone vogelkers (Alno-padion).

## Afbeeldingen
| Blad |  | Knop |  | Bloem |  | Vrucht |

## Toepassingen
De grote wederik wordt evenals de puntwederik aangeplant in tuinen, al is de laatste meer een uitgesproken tuinplant. De bruinrode vlek op de kroonslippen is binnen de signatuurleer opgevat als een aanwijzing dat de plant zou helpen tegen bloedspuwingen.